# Elmer Boyd Smith
Pour les articles homonymes, voir Smith.
Elmer Boyd Smith (1860-1943) est un illustrateur américain d'album de jeunesse spécialisé dans la description du monde du western et de la nature.

## Sa vie
Elmer Boyd Smith (1860-1943) est né à Saint-Jean au Nouveau-Brunswick et a grandi à Boston dans l'état du Massachusetts où il est ensuite employé par Riverside Press.
Il fait des études artistiques en France puis revient à Boston en 1898 et illustre des livres pour la maison d'édition Houghton Mifflin Harcourt.
À partir de 1900, il voyage dans l'ouest des États-Unis et dessine des portraits d'Indiens et de bergers qui rencontrent le succès.
Il se retire dans le Connecticut à Wilton où il meurt en 1943.

## Son œuvre
Ses fréquentations artistiques à Paris l'ont particulièrement marqué :
- Pierre Puvis de Chavannes : palette et vision épique de sa peinture murale ;
- Henri de Toulouse-Lautrec : art de l'affiche.
- Jules Chéret.

Il publie son premier roman en 1896, Mon Village, qui se passe dans un village au nord de Paris à Valombre (vérifier).
Très concerné par les bouleversements sociaux et technologiques de son époque, il a pris le temps de documenter la vie quotidienne de mondes en voie de disparition, notamment les marins (passage de la voile à la vapeur) ou les familles paysannes (fermes traditionnelles).
Ses illustrations en 1903 du « Journal d'un cowboy » (Log Of A Cowboy) d'Andy Adams et du « Pays de Peu de Pluie » (The Land Of Little Rain) de Mary Hunter Austin sont appréciées et lui assurent une réputation d'artiste spécialiste du western.
Ses deux premiers livres pour enfants ont remporté un succès immédiat :
- 1905, L'histoire de l'Arche de Noé[4] ;
- 1906, L'histoire de Pocahontas et du capitaine John Smith.

C'est un auteur très prolifique qui a écrit et illustré plus de soixante-dix albums pour la jeunesse, dans la veine éducatrice édifiante.
Il fait partie des illustrateurs de jeunesse américains les plus populaires de son époque, avec Howard Pyle (1853-1911) et Jessie Willcox Smith (1863-1935). Il est apprécié pour son talent de dessinateur et de conteur, mais aussi pour sa façon de faire passer des informations documentaires en douceur.
- En 1916, il a illustré une autobiographie de Benjamin Franklin[5] d'une dizaine d'aquarelles et d'une vingtaine de dessins à caractère « historique ».

Certes, il reproduit les préjugés sociaux de son époque, concernant par exemple les Amérindiens de la tribu de Pocahontas : chacun de ses ouvrages peut être lu comme une capsule temporelle historique témoignant d'une époque révolue.

## Traductions en français
- Littérature de jeunesse en anglais : Pocahontas, 1906.
- Littérature de jeunesse en anglais : Elmer Boyd Smith, Le poulailler, 1910.
- Le livre du bord de mer : l'été de Bob et Betty avec le capitaine Hawes, 1912 (en cours de traduction).
- L'histoire de l'Arche de Noé, 1905 : diaporama.